# The World's On Fire
『The World's On Fire』（ザ・ワールズ・オン・ファイア）は、2016年2月10日 に発売されたMAN WITH A MISSIONのアルバム。

## 概要
前作のTales of Pureflyから約2年ぶりとなる作品で、フルアルバムとしては4作目である。
通常盤と初回限定盤の計2形態で販売され、通常盤は「CD」のみではあるが、通常盤初回ブレスにはリリースツアー「The World's On Fire TOUR 2016」のチケット先行予約用チラシも封入されている。また、初回限定盤には「CD」とRise Againstとのヨーロッパツアーや、日本とヨーロッパで行われたZebraheadとのスプリットツアーなど、2015年6月から半年間の活動を収めた全48ページのフォトブック「TOUR DOCUMENTARY PHOTOBOOK」が付属されている。

## 収録曲
1. Survivor
  - カプコン社『ストリートファイターV』テーマソング[5]
2. Waiting for the Moment
  - WOWOW欧州サッカーテーマソング[6]
3. Dive
  - 4thシングルカップリング
  - 映画『新宿スワン』主題歌[7]
4. Raise your flag
  - 5thシングル
  - MBS・TBS系アニメ『機動戦士ガンダム 鉄血のオルフェンズ』第1クールオープニングテーマ[8]
5. followers
  - スーパーラグビー ヒト・コミュニケーションズ「サンウルブズ」公式応援ソング[9]
6. The World's On Fire
  - BMW「MINI CLEAN DIESEL」CMソング[10]
7. Give it Away
  - 映画『X-ミッション』イメージソング[11]
  - モータースポーツ「MONSTER JAM」オフィシャルソング[12]
8. Seven Deadly Sins
  - 4thシングル
  - MBS・TBS系テレビアニメ『七つの大罪』オープニングテーマ[13]
9. Mirror Mirror
10. Memories
  - 6thシングル
  - JR東日本「JR SKISKI」2015年度冬季CMソング[14]
11. Far
  - 5thシングルカップリング
  - WOWOWスペインサッカー リーガ・エスパニョーラ15 - 16シーズンイメージソング[8]
  - ウォッカ「エリストフ」コラボレーション企画起用曲[15]
12. Out of Control
  - ZebraheadとのスプリットEP表題曲
  - MAN WITH A MISSION×Zebrahead名義
  - 映画『マッドマックス 怒りのデス・ロード』日本版エンディングソング[16]
13. ワンダーランド

## 演奏
MAN WITH A MISSION
- Tokyo Tanaka：Vocals
- Jean-Ken Johnny：Vocals and Guitars
- Kamikaze Boy：Bass Guitar and Backing Vocals
- DJ Santa Monica：DJ and Sampling
- Spear Rib：Drums

Additional Musicians
- 大島こうすけ
  - Sound Produce, Arrangement (M-1.4.5.10)
  - Strings Arrangement (M-4)
  - Keyboards, Programming (M-1.3.4.5.8.10)
- Don Gilmore：Sound Produce, Arrangement (M-2.3.8)
- Shaun Lopez：Sound Produce, Arrangement (M-6.7.9.11)
- 池田大介：Strings Arrangement (M-4)
- 石川寛子 with Lime Ladies Orchestra：Strings (M-4)
- E.D.Vedder：Guitars, etc.